# Manseleiland
Manseleiland (Inuktitut: Pujjunaq) is een onbewoond eiland in de regio Qikiqtaaluk in Nunavut, Canada. Het eiland ligt in de Hudsonbaai voor de kust van het Québecse schiereiland Ungava en is onderdeel van de Canadese Arctische Eilanden. Met een oppervlakte van 3.180 km² is Manseleiland het 159e grootste eiland ter wereld, en het 28e van Canada. De topografie bestaat uit een zacht golvend laagland van kalksteen met hoogtes van maximaal 100 meter. Manseleiland werd in 1613 door Sir Thomas Button vernoemd naar viceadmiraal Sir Robert Mansell.